# Asobal
Asobal es el acrónimo de la Asociación de Clubes Españoles de Balonmano, una asociación deportiva sin ánimo de lucro fundada en 1984. Por delegación de la Real Federación Española de Balonmano, la Asobal es la encargada de organizar la Liga Asobal, la Supercopa de España de balonmano, la Copa Asobal y la Copa del Rey de balonmano. 
En la actualidad, la Asobal está integrada por los 16 equipos que disputan la máxima categoría del balonmano masculino español, aunque la pertenencia a la asociación no es requisito indispensable para poder disputar dicha categoría.

## Miembros fundadores
- 3 de Mayo Tenerife.
- BM. Atlético de Madrid.
- BM. Granollers.
- BM. Tecnisán.
- C. D. Beti Onak.
- C. D. Cajamadrid Corona
- Elgorriaga Bidasoa.
- F. C. Barcelona.
- G. D. Teka.
- Málaga Balonmano.
- Michelín Valladolid.
- Naranco Oviedo.
- Teucro Caja Pontevedra.

## Miembros de la asociación en 2018/2019[actualizar]
- Abanca Ademar León
- Ángel Ximénez-Avia Puente Genil
- Bada Huesca
- Barça Lassa
- Bidasoa Irún
- BM. Benidorm
- BM. Logroño La Rioja
- Condes de Albarei Teucro
- DS Blendio Sinfín
- Fraikin BM. Granollers
- Frigoríficos Morrazo Cangas
- Helvetia Anaitasuna
- Liberbank Cuenca
- Quabit Guadalajara
- Recoletas Atlético Valladolid
- Secin Group Alcobendas